# Oenocarpus makeru
Oenocarpus makeru är en enhjärtbladig växtart som beskrevs av R.Bernal, Galeano och Andrew James Henderson. Oenocarpus makeru ingår i släktet Oenocarpus och familjen Arecaceae. IUCN kategoriserar arten globalt som otillräckligt studerad. Inga underarter finns listade i Catalogue of Life.